# ديفيد مايلز بانسان-بات
ديفيد مايلز بانسان-بات (بالإنجليزية: David Miles Bensusan-Butt)‏ (24 يوليو 1914)، هو خبيراقتصادي إنجليزي ولد في كولشيستر. قضى قدراً كبيراً من حياته المهنية في أستراليا. نشر عمله تحت عنون اسمه د.م. بانسان-بات (بالإنجليزية: D. M. Bensusan-Batt)‏.

## الحياة المُبكرة والتعليم
ابن أخ الرسام الانطباعي الفرنسي كاميل بيسارو، وابن الإشتراكية اليهودية الدكتورة روث بينسوزان- بات(1877-1957)، وهي أول طبيبة تعمل في إسكس. تلقى بانسان - بات تعليمه في مدرسة جريشام، هولت، وكلية الملك في كامبريدج، حيث كان تلميذ جون مينارد كينز وساهم بتنظيم وفهرسة عدّة أعمال له أهمها النظرية العامة للتوظيف والفائدة والنقد. عمل بينسون-بات كمساعد لكينز ، للبحث في الأدب وكتابة المراجع، مما جعله طالب كينز الأكثر اطلاعا بالتقدم المحرز في المشروع، بحيث وصفه أحد مؤرخي الاقتصاد بأنه «الرجل المفضل».

## الحياة المهنية
بعد فترة قصيرة من العمل في مجلة ذي إيكونوميست، انضم بنسان-بات إلى الخدمة المدنية في عام 1938.في وقت مبكر من الحرب العالمية الثانية أصبح السكرتير الخاص لفریدریش لیندمان، ثم عمل لدى ونستون تشرشل.في حين كان اللورد الأول للأدميرالتي، أنشأ تشرشل قسم الإحصاء في الأدميرالتي الذي انضم إليه بينسوسان-بات، هارولد روي فور، بريان هوبكين، دوغلاس ماكدوغال وتوم ويلسون.
وبناء على توصية اللورد شيرويل، أجرى بات تحليلا لفعالية قيادة المفجرين. استعرض 600 صورة فوتوغرافية، وقام بتحليل إحصائي للهجمات التي انتهت في يونيو وتموز 1941. وأظهر تقريربات الناتج عن ذلك أن قيادة المفجرين كانت تواجه صعوبة كبيرة في تسليم قنابلها على أهدافها، حيث قصفت 5% فقط من قاذفات القنابل في غضون خمسة مي (8.0 كم) من الهدف. وكان هذا التقرير بمثابة الزخم الرئيسي لتشكيل قوة الباثفيندر التابعة لقيادة المفجرين، الأمر الذي أدى إلى تحسين الدقة والقدرة التدميرية لقيادة المفجرين إلى حد كبير.

### المعلومات الكاملة للمراجع
- David Bensusan-Butt, 1914–1994 by هينز أرندت & R. M. Sundrum in The Economic Journal vol. 105, no. 430, May 1995, pp. 669–675
- Nelson، Hank (2003). "A different war: Australians in Bomber Command". A paper presented at the 2003 History Conference - Air War Europe. مؤرشف من الأصل في 2013-12-02.
- Obituary at ذي إندبندنت, 5 April 1994